# Raita
La raita és un condiment de la cuina del sud d'Àsia fet amb dahi (iogurt, sovint anomenat recuit) juntament amb verdures crues o cuites, més poques vegades fruita, o en el cas de boondi raita, amb gotes fregides de sèrum de mantega fetes de besan (farina de cigró).
L'aproximació més propera a la cuina occidental és un guarniment o una salsa de sucar o una amanida cuita. Sovint es coneix com un condiment, però a diferència dels condiments tradicionals occidentals com la sal, el pebre, la mostassa i el rave picant, que fan que els plats siguen més picants, un plat de dahi o raita té un efecte refrescant per contrastar amb curri picant i kebabs que són els plats principals d'algunes cuines asiàtiques. A la cuina índia, es pot menjar alguna classe de pa pla juntament amb raita, chutneys i envinagrats.
El iogurt es pot condimentar amb coriandre, llavors de comí torrades, menta, pebre de caiena, chaat masala i altres herbes aromàtiques i espècies.

## Etimologia
La paraula raita va aparèixer per primera vegada al segle XIX. Prové de la llengua hindi. La paraula raita en bengalí i hindustani és una combinació de la paraula sànscrita rajika o del derivat hindustani rai que significa llavor de mostassa negra, i tiktaka, que significa aspre o acre. Al sud de l'Índia, especialment a Kerala i Tamil Nadu, la raita tradicional s'anomena pachadi.
Raita també es denomina de vegades simplement dahi, o "llet agra", després del seu ingredient principal, particularment a la cuina indo sud-africana.

## Preparació

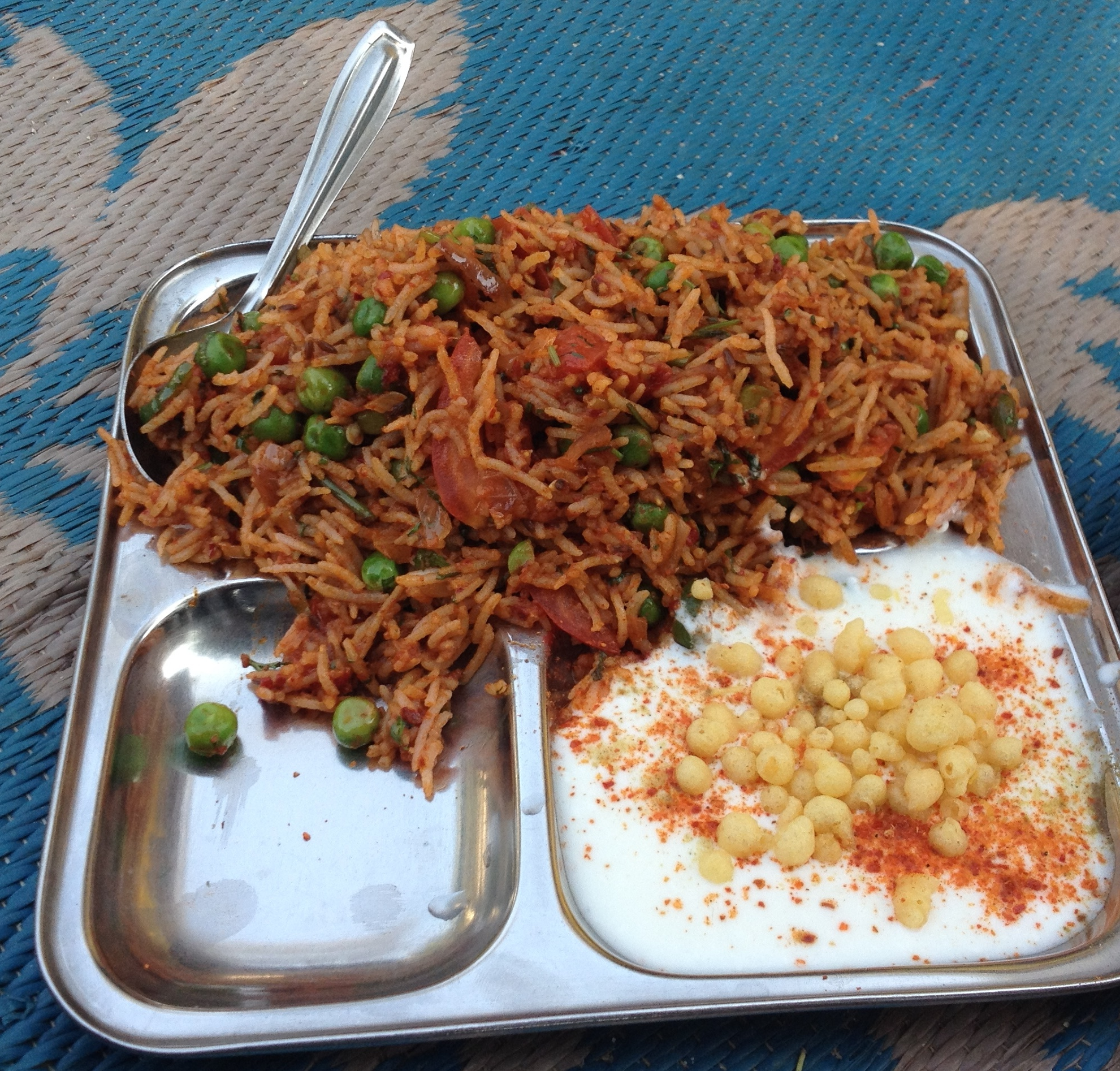
Pilav servit amb boondi raita

Es fregeix comí (zīrā) i mostassa negra (rāī ). Aquest temperat o tadka es barreja després amb fruites o verdures picades crues (com cogombre, ceba, carlota, pinya i papaia) i iogurt.
Per enriquir el sabor s'utilitza pasta de gingebre i all cru, pasta de xili verd i, de vegades, pasta de mostassa.
Una varietat de raita de l'Índia varia d'una regió a una altra, les raithas més notables són boondi raitha: petites boles de farina de cigró fregida, que poden tenir sabor salat o picant (tīkhā) i raita de ceba i raita vegetal. La barreja se serveix refrigerada. La raita pot refredar i netejar el paladar quan es mengen plats indis picants.

## Pachadi
Pachadi és la variant sud-índia de la raita.

## Variants

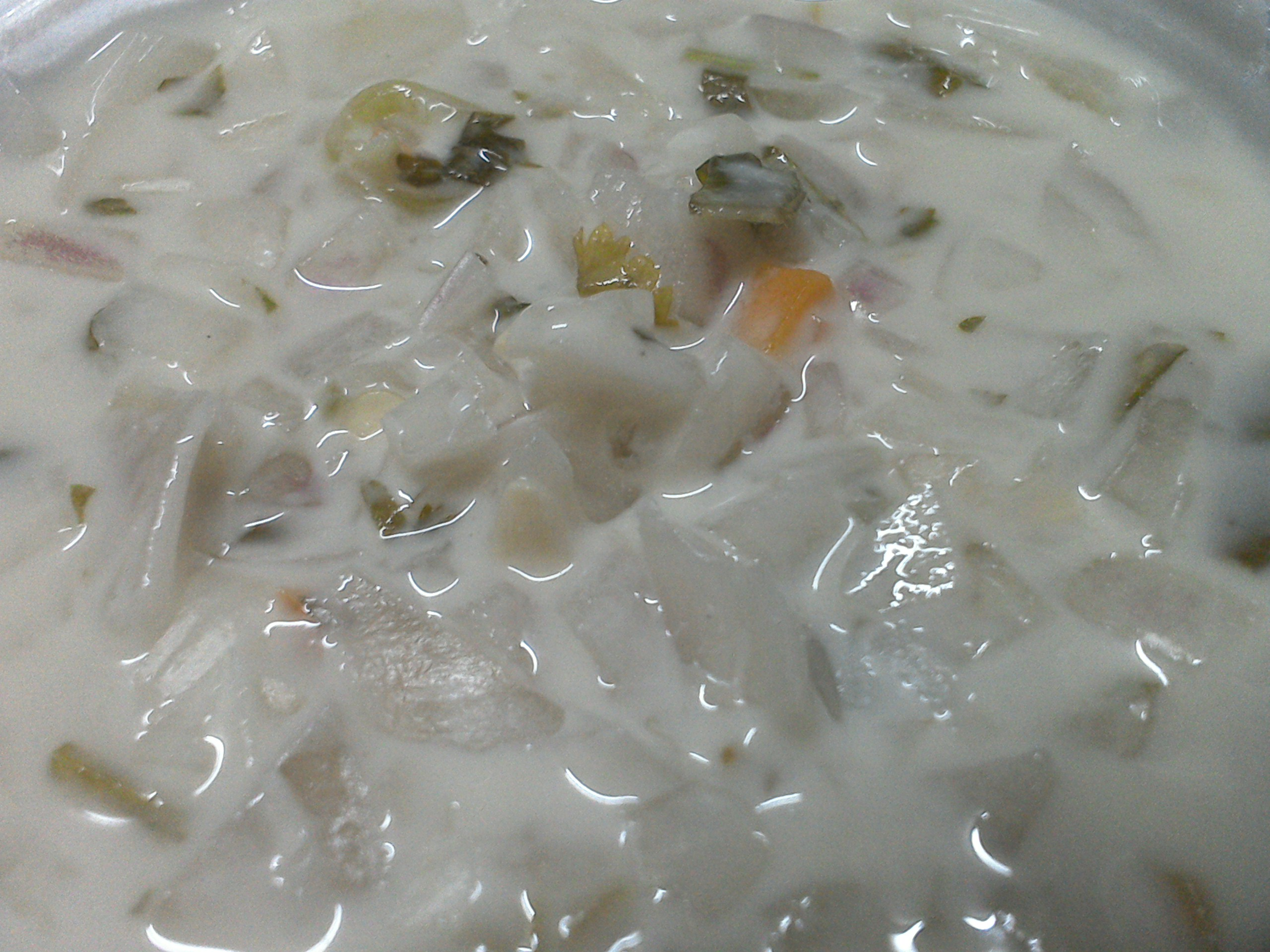
Raita de ceba

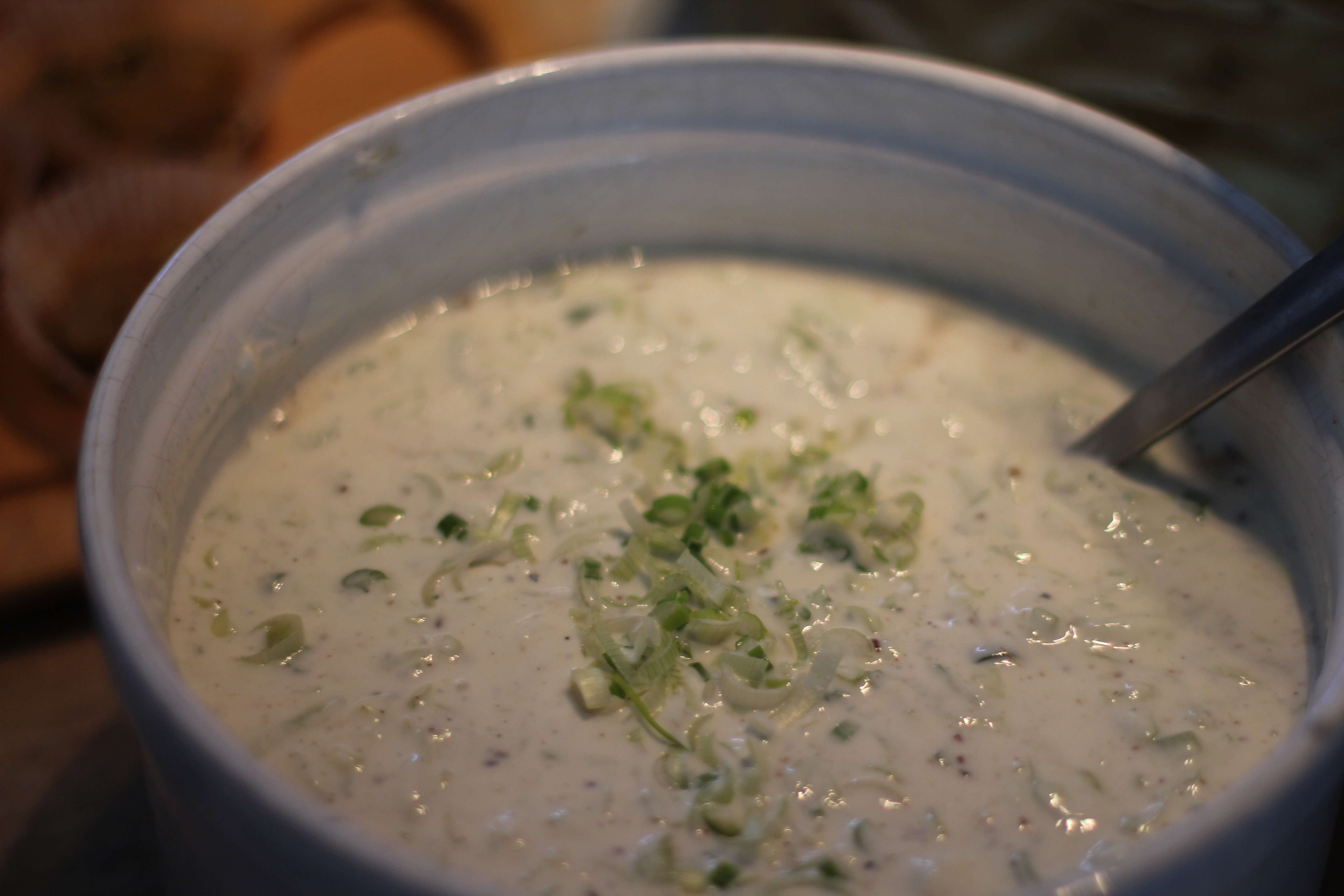
Raita de ceba tendra

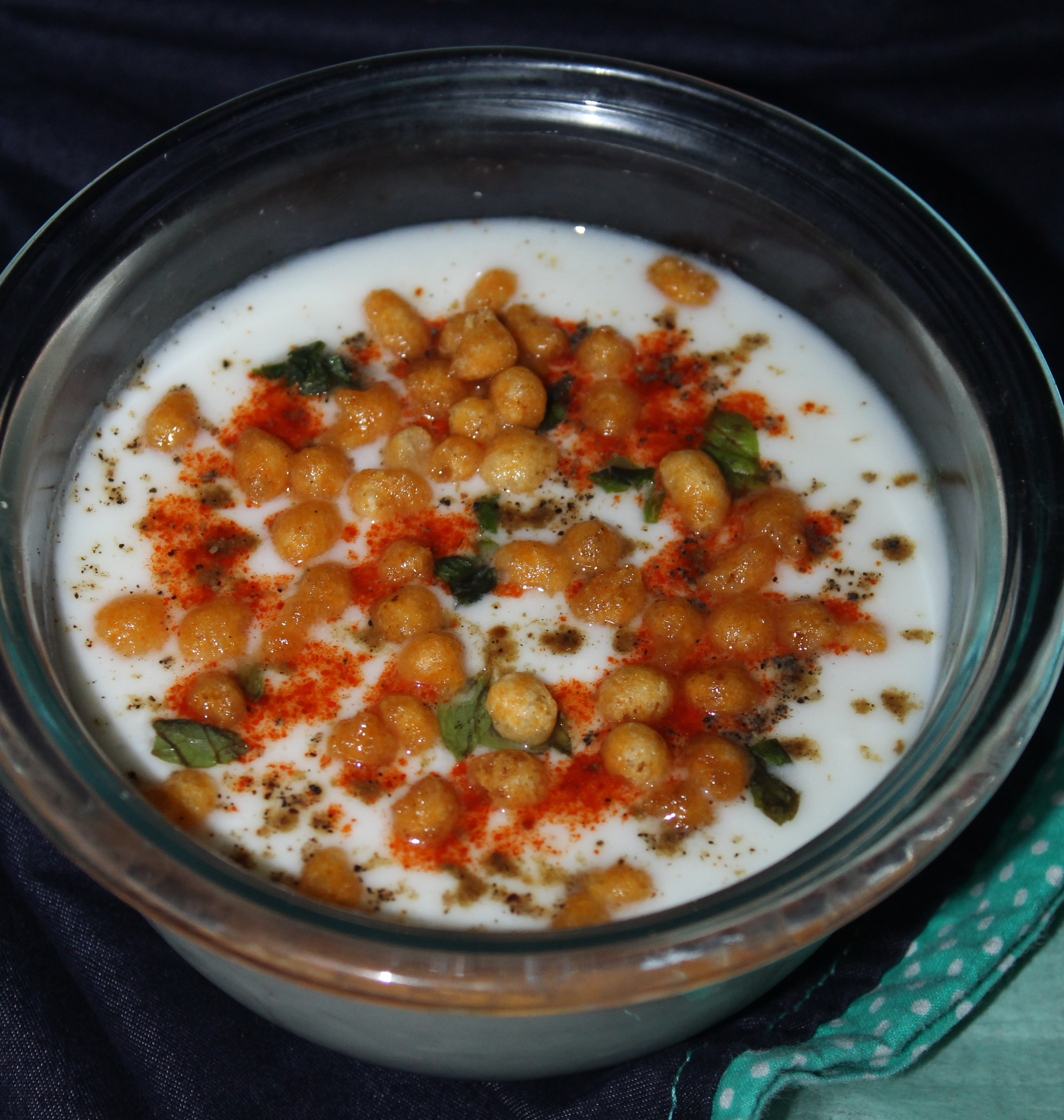
Raita de cigrons (boondi raita)

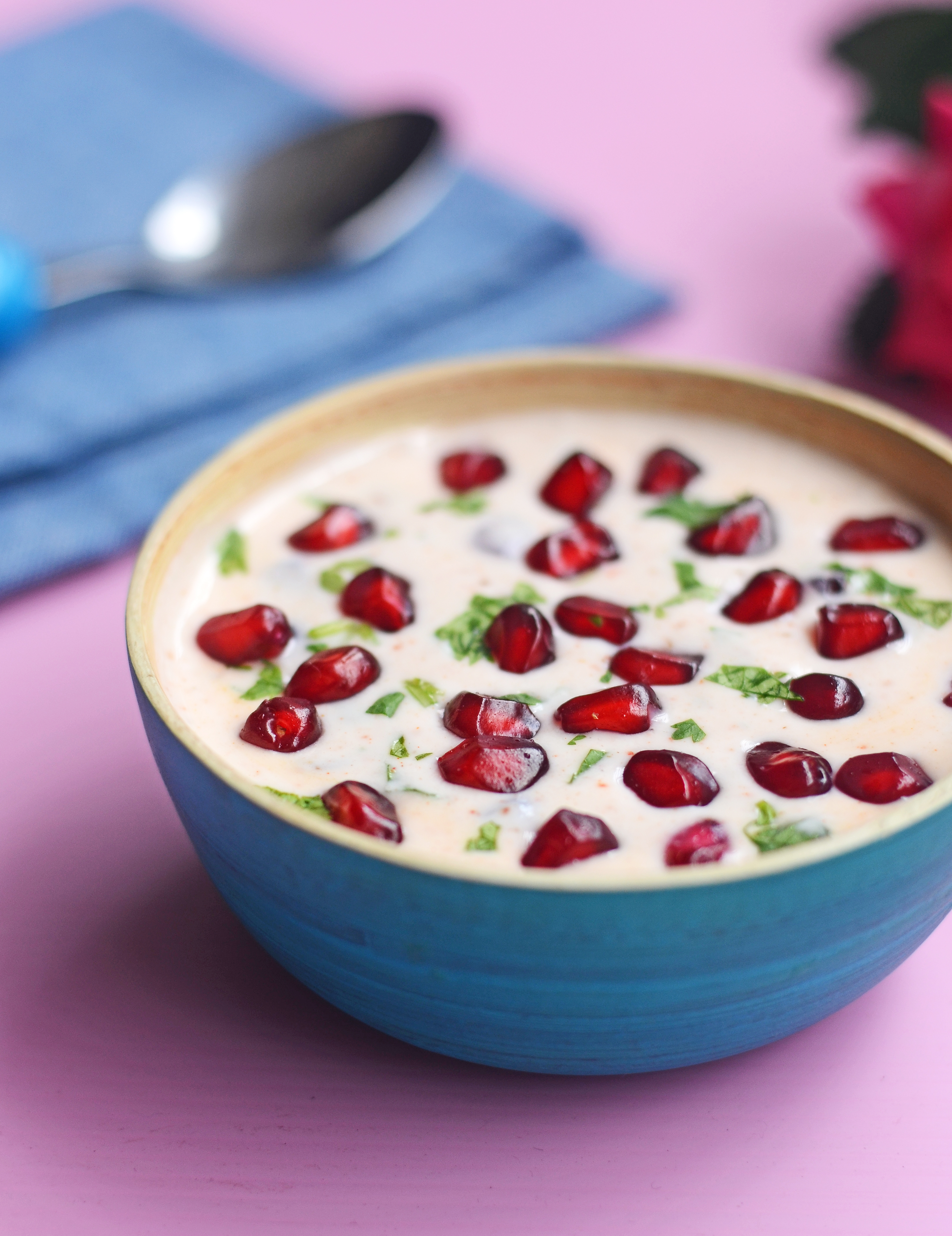
Raita de mangrana

Les raites es poden preparar amb tres ingredients bàsics principals: verdures, llegums i fruites. Es barregen amb iogurt i s'aromatitzen amb diversos condiments per fer diferents classes de raita.

### Raites vegetals
1. Bathua ka Raita, popular a Haryana als hiverns[6]
2. Raita de cogombre
3. Lauki (carabassa vinera) Raita, popular a Haryana
4. Raita de remolatxa
5. Raita d'albergina
6. Raita de carlota
7. Raita de sal de xili, es pot trossejar amb xilis frescos o simplement el xili sec molt.
8. Raita de Cucumis metuliferus
9. Raita de menta i cacauet
10. Raita de ceba, coriandre, raïm i ceba tendra
11. Raita de tomata i ceba
12. Raita de creïlla
13. Raita de carbassa
14. Raita d'espinacs

### Raites de llegums
Fets a partir de llegums germinats, llegums torrats o altres condiments fets amb farina de llegums.
1. Bhujia sev raita
2. Boondi raita
3. Raita de germinats de fesol mung

### Raites de fruites
1. Raita de plàtan
2. Raita de mango
3. Raita de guaiaba
4. Raita de raïm
5. Raita de pinya
6. Raita de mangrana
7. Raita de pera

## Maneres de servir-la
La raita se serveix com a plat secundari per menjar amb plats principals.
- Biryani
- Pilav
- Kebab seekh (kebab típic del sud d'Àsia)
- Paratha

### Com a salsa (no tradicional)
- Pollastre torrat
- Salmó
- Tacos

### Com a amaniment (no tradicional)
- Amanides
- Buda Bol
- Amanida de pasta